# Дмитриевка (Кировская область)
Дмитриевка — деревня в Малмыжском районе Кировской области. Входит в состав Мелетского сельского поселения.

## Географическое положение
Деревня расположена на левом берегу реки Вятка у впадения в её боковой рукав реки Порек в 17 километрах севернее районного центра, города Малмыж, и в 7 километрах северо-западнее административного центра сельского поселения, деревни Мелеть.

## История
Согласно данным из списка населённых мест Вятской губернии по сведениям 1859—1873 годов, в Дмитриевке Малмыжского уезда имелось 23 двора и проживало 157 жителей, из которых 80 женщин и 77 мужчин. Имелась пристань и лесопильный завод. По данным на 1891 год в Дмитриевке проживало 189 человек. Основным занятием населения на то время были подёнщина, ремесленничество, кустарные промыслы. По переписи населённых мест Вятской губернии 1926 года в деревне значится 61 хозяйство и проживает 311 жителей. В то время она именуется также Большой Дмитриевкой и входит в Малмыжский уезд Малмыжской волости. В списке населённых мест Кировской области на 1939 год деревня фигурирует как Дмитриевская, но позднее, по данным на 1 января 1950 года, ей возвращено первоначальное наименование.  

## Население
По данным переписи населения в 2010 году в Дмитриевке проживает 11 человек, из которых 7 мужчин и 4 женщины.

### Известные люди
В деревне родилась Зонова, Клавдия Георгиевна (1897—1964) — советский педагог, Заслуженный учитель школы РСФСР.